# كيمستري فيوز
كيمستري فيوز (ChemistryViews) هي خدمة مجانية على الإنترنت مخصصة لـ الكيميائيين وغيرهم من العلماء من خلال الجمعية الكيميائية الأوروبية، وهي منظمة تضم 16 جمعية كيميائية أوروبية.
تقدم خدمة كيمستري فيوز  الأخبار عن آخر الأبحاث والصناعات الكيميائية فضلاً عن معلومات عن الترشيحات المقبولة للجوائز والنتائج.
وكذلك تستضيف مجلة الإنترنت كيمفيوز (ChemViews) المجانية مع نشر المقابلات الصحفية وتسليط الضوء على الأبحاث والتعليقات والرسومات الهزلية وما إلى ذلك.
وينشر قسم التعليم مجموعة مختارة من المقالات حول التعليم الكيميائي والأخبار المثيرة للاهتمام بالنسبة للطلاب مثل المسابقات، وينشر أيضًا تقارير عن العلماء الشباب ويجري لقاءات صحفية معهم.